# Karl Spencer Lashley Award
Der Karl Spencer Lashley Award ist eine wissenschaftliche Auszeichnung, die von der American Philosophical Society vergeben wird. Sie ist nach Karl Spencer Lashley benannt. Der Preis wird in Würdigung herausragender Leistungen auf dem Gebiet der integrativen Neurowissenschaft des Verhaltens verliehen.

## Auswahlprozess
Die Auswahl der Preisträger erfolgt durch ein Komitee angesehener Wissenschaftler, darunter Professoren von Institutionen wie der Stanford University, Harvard University, dem Massachusetts Institute of Technology (MIT), der University of California, San Diego, und der Norwegian University of Science and Technology. Die Mitglieder des Auswahlkomitees bewerten die Kandidaten basierend auf der Originalität, dem Einfluss und der interdisziplinären Bedeutung ihrer Arbeiten im Bereich der integrativen Neurowissenschaft des Verhaltens.

## Preisträger (Auswahl)
- 1960 Heinrich Kluver
- 1961 Edgar Douglas Adrian
- 1962 Philip Bard
- 1964 Walle Nauta
- 1965 Giuseppe Moruzzi
- 1966 Hans-Lukas Teuber
- 1970 Horace Winchell Magoun
- 1972 Paul D. MacLean
- 1974 Vernon Benjamin Mountcastle
- 1976 Roger Wolcott Sperry
- 1977 Torsten Nils Wiesel und David Hunter Hubel
- 1979 Brenda Milner
- 1981 Eric R. Kandel
- 1982 Herbert H. Jasper
- 1988 Seymour Benzer
- 1990 Viktor Hamburger
- 1995 Larry R. Squire
- 1996 Patricia S. Goldman-Rakic und Mortimer Mishkin
- 1998 Michael I. Posner und Marcus E. Raichle
- 1999 Michael Merzenich
- 2002 Jean-Pierre Changeux
- 2003 Horace B. Barlow
- 2011 Joseph E. LeDoux
- 2014 Edvard und May-Britt Moser
- 2016 Charles G. Gross
- 2017 Michael Shadlen
- 2019 Wolfram Schultz
- 2020 Winrich Freiwald und Doris Tsao
- 2021 Patricia K. Kuhl
- 2022 Nicholas Spitzer
- 2023 Silvia Arber
- 2024 Margaret Livingstone
- 2025 Gilles Laurent[3]